# Излив
Изли́в (другие названия — гусак, носик) — элемент конструкции водопроводного крана (смесителя), предназначенный непосредственно для подачи воды пользователю. Представляет собой изогнутую металлическую трубку, один конец которой подвижно или неподвижно крепится к крану, а другой является открытым. В некоторых случаях может являться неотъемлемой частью конструкции крана.
Подвижное крепление смесителя осуществляется с помощью резьбовой гайки, разрезной шайбы и уплотнительного кольца (одного или нескольких). В этом случае он может свободно вращаться, резиновое уплотнительное кольцо не позволяет воде попадать в полость гайки и течь из-под крепления, а разрезная шайба не даёт изливу выпасть из крепления.

## Название
Терминологическое название данной детали — излив. В разговорной речи часто встречается название «носик». На профессиональном жаргоне данный элемент конструкции смесителя иногда обозначается словом «гусак». Оба этих названия не являются литературными.

## Классификация

### По способу изготовления
- Трубчатые изливы — самый распространённый тип. Выпускаются путём гнутья металлической трубки, и в силу простоты технологического процесса наиболее дёшевы. Ещё одно их достоинство — малая масса. Единственный существенный недостаток — примитивный дизайн.
- Паяные изливы изготавливаются методом спаивания прямых трубок и других необходимых деталей (например, резьбы для аэратора). Резиновые и пластиковые кольца в них надеваются на отдельно выточенный ниппель. Их преимущество заключается в разнообразии дизайнов, недостаток — сравнительно высокая стоимость.
- Литые изливы отливаются как монолитная деталь. Отличаются большой массой, дорого стоят. Этот тип изливов применяется в дизайнерских смесителях, нередко они имеют очень необычный дизайн[1][2].

### По материалу
- Нержавеющая сталь (все трубчатые и паяные смесители).
- Латунь. Выпускаются латунные смесители путём центробежного литья, требовательны к качеству работы.

### По размерам
Длинные изливы с подвижным креплением применяются в случаях, когда необходимо обслужить раковину и ванну в ванной комнате. Чаще всего они крепятся к смесителям, оборудованным ещё и душем. Короткие и зачастую неподвижные изливы устанавливаются на небольшой умывальник. Для кухни применяются высокие изливы на поворотном креплении. Также для кухонь используются выносные изливы, представляющие собой гибкую трубку: в статичном положении он закреплён на подставке, которая может быть поворотной, а при необходимости извлекается и используется как шланг.

## Возможные неисправности

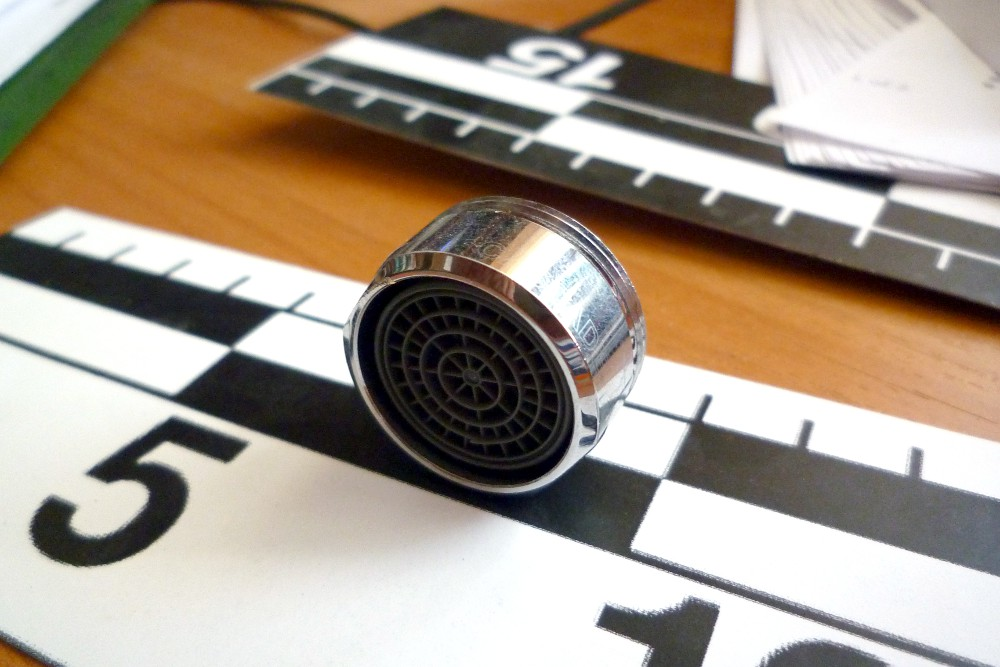
Свинченный аэратор

Ввиду простоты конструкции излив мало подвержен неисправностям. Наиболее частые:
- Засорение аэратора, приводящее к уменьшению напора изливающейся воды. В отдельных случаях может привести к тому, что излив принимает на себя и не имеет возможности отвести большой напор воды, из-за чего вырывается из крепления («сорвало кран»). Для устранения достаточно свинтить аэратор и либо прочистить его, либо заменить на новый[1].
- Разрыв уплотнительного кольца приводит к тому, что вода начинает поступать из-под него в полость крепёжной гайки и вытекать наружу. В этом случае требуется снять излив и заменить уплотнительное кольцо. В некоторых случаях конец излива может получить повреждения и корродировать, из-за чего уплотнительное кольцо перестаёт держаться. В таком случае единственный способ ремонта — полная замена излива. Ошибкой является наложение ФУМ-ленты на резьбу гайки — в нормальных условиях в полость гайки вода не поступает, и уплотнять её не требуется; если же вода попадает под гайку, то она будет подтекать снизу, и уплотнение резьбы ничем не поможет[1].
- Механические повреждения корпуса излива.

## Галерея

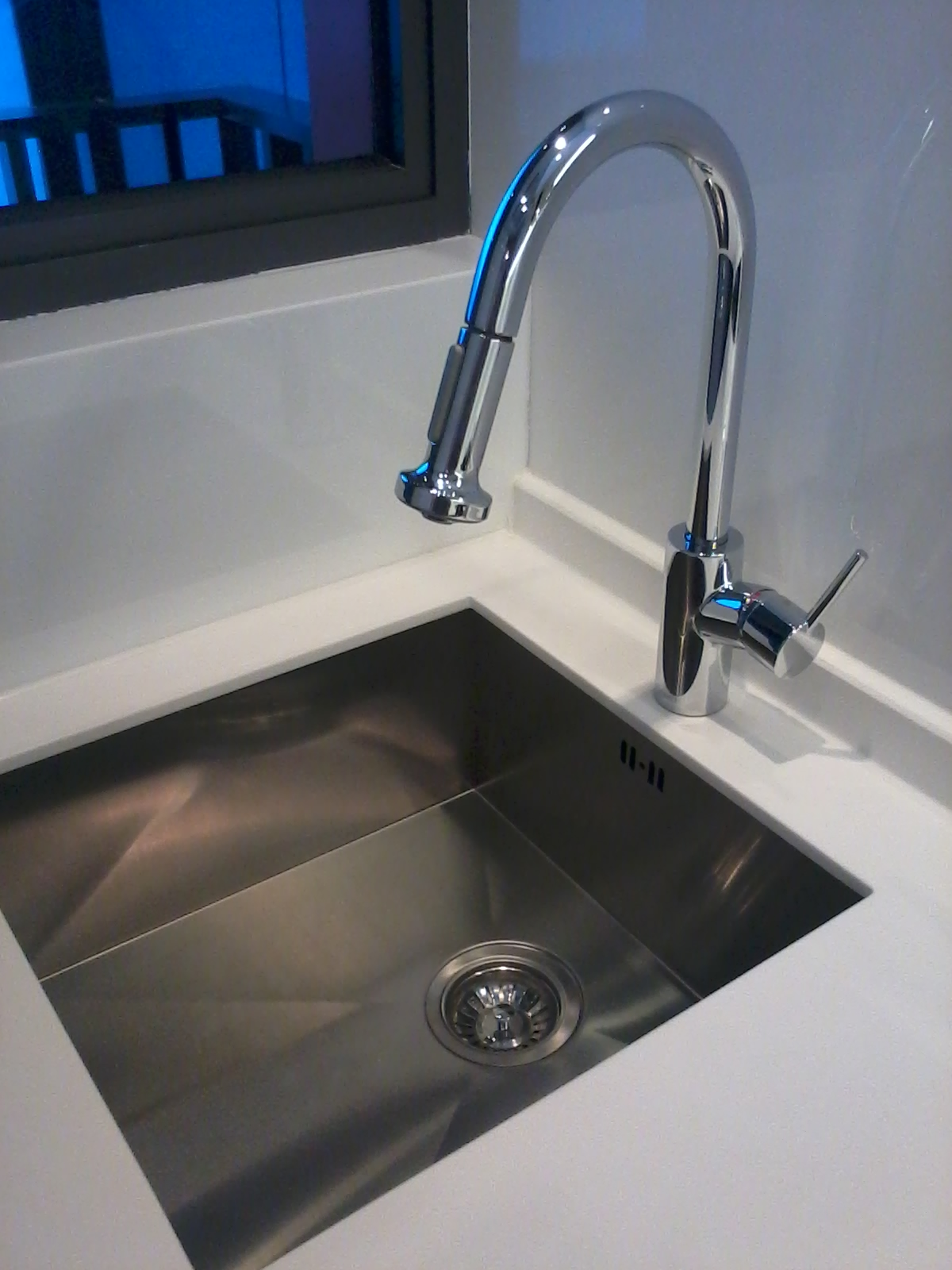
Кухонный смеситель с высоким изливом и регулировкой типа струи
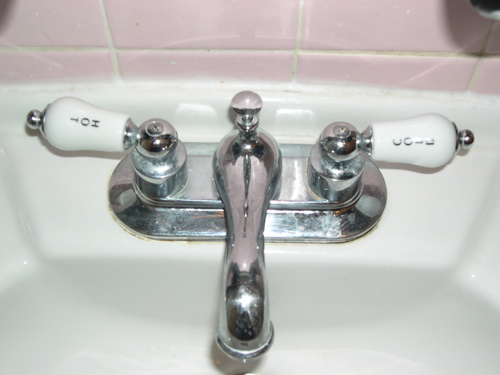
Смеситель с коротким подвижным изливом
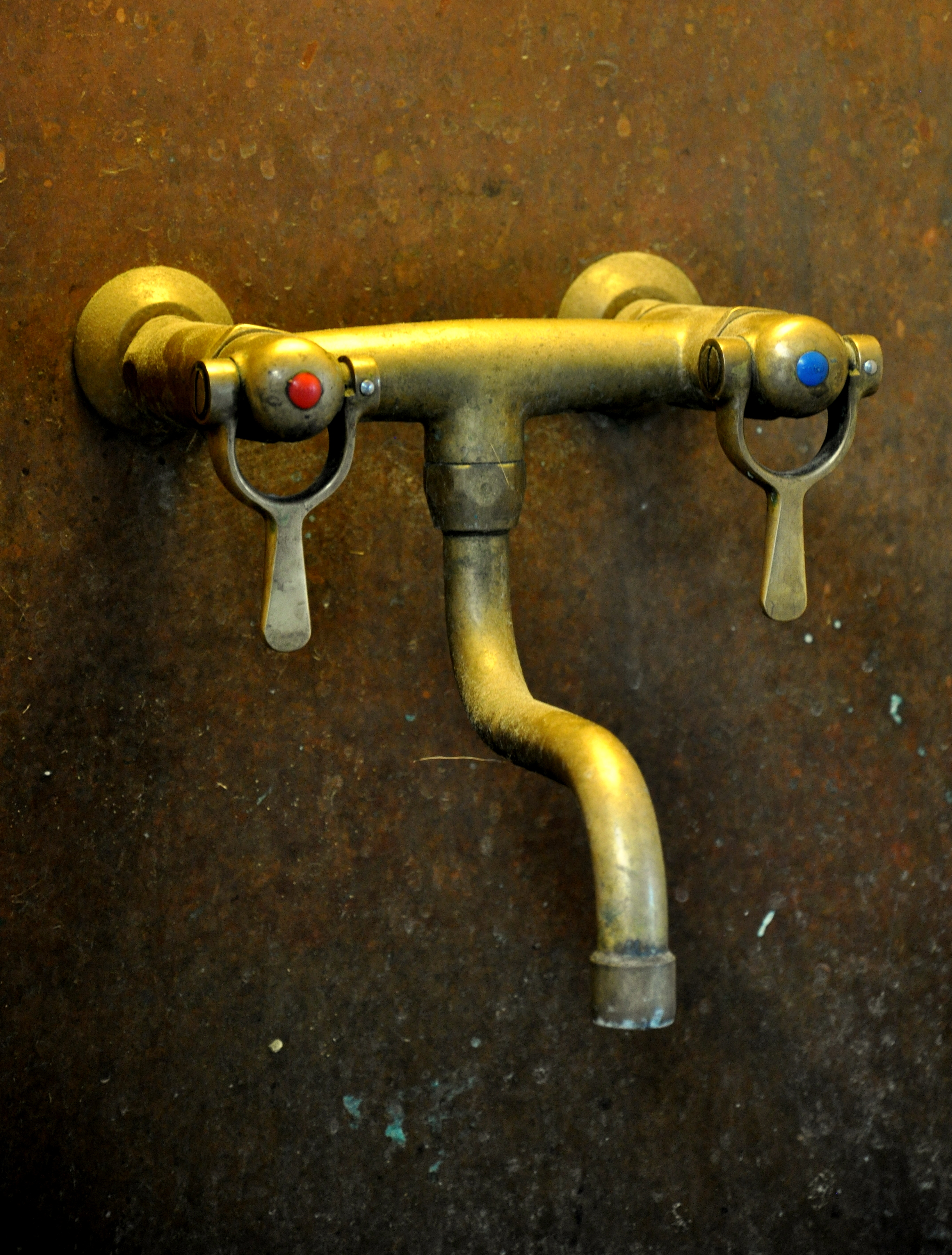
Смеситель с коротким трубчатым изливом
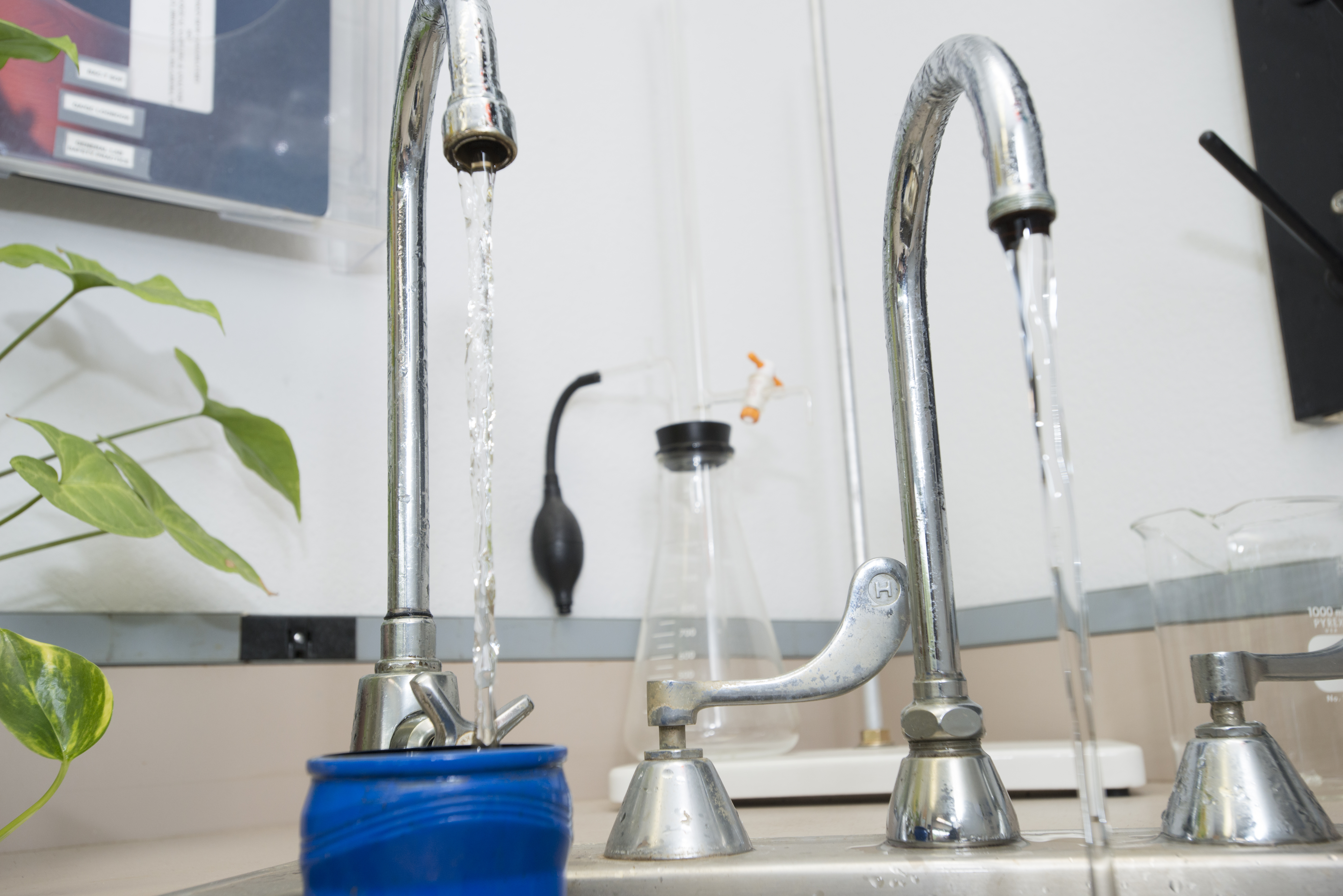
Одинаковые изливы: слева — с аэратором, справа — без него. Видна резьба
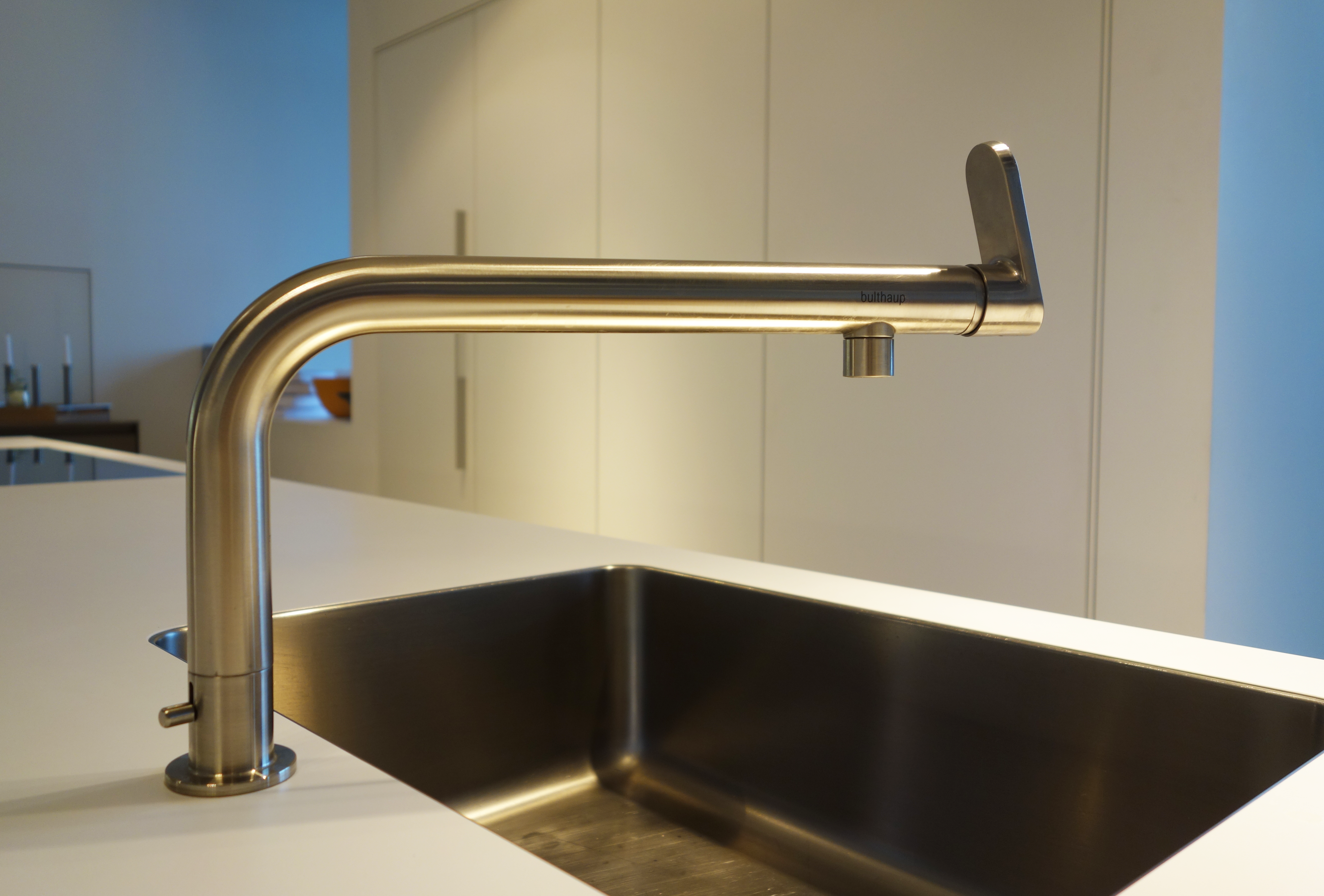
Дизайнерский смеситель с изливом необычной конструкции
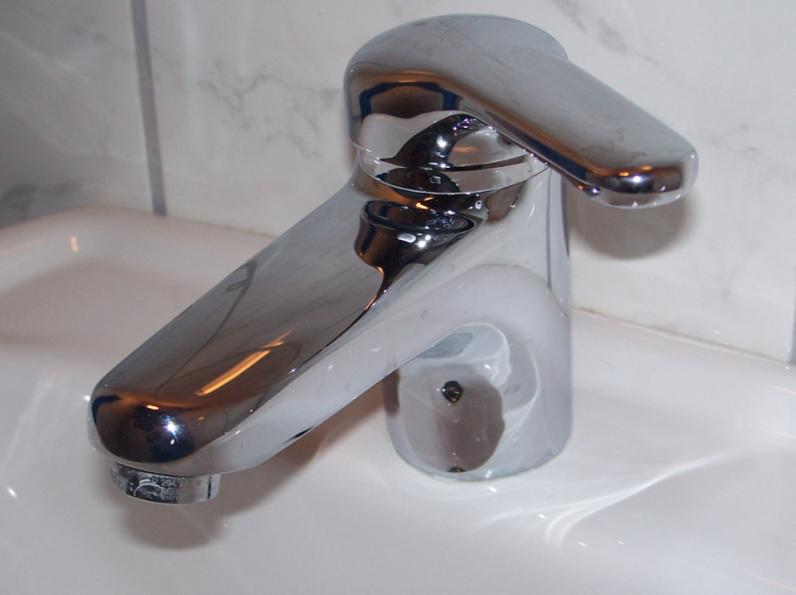
Простейший однорычажный смеситель с неподвижным изливом
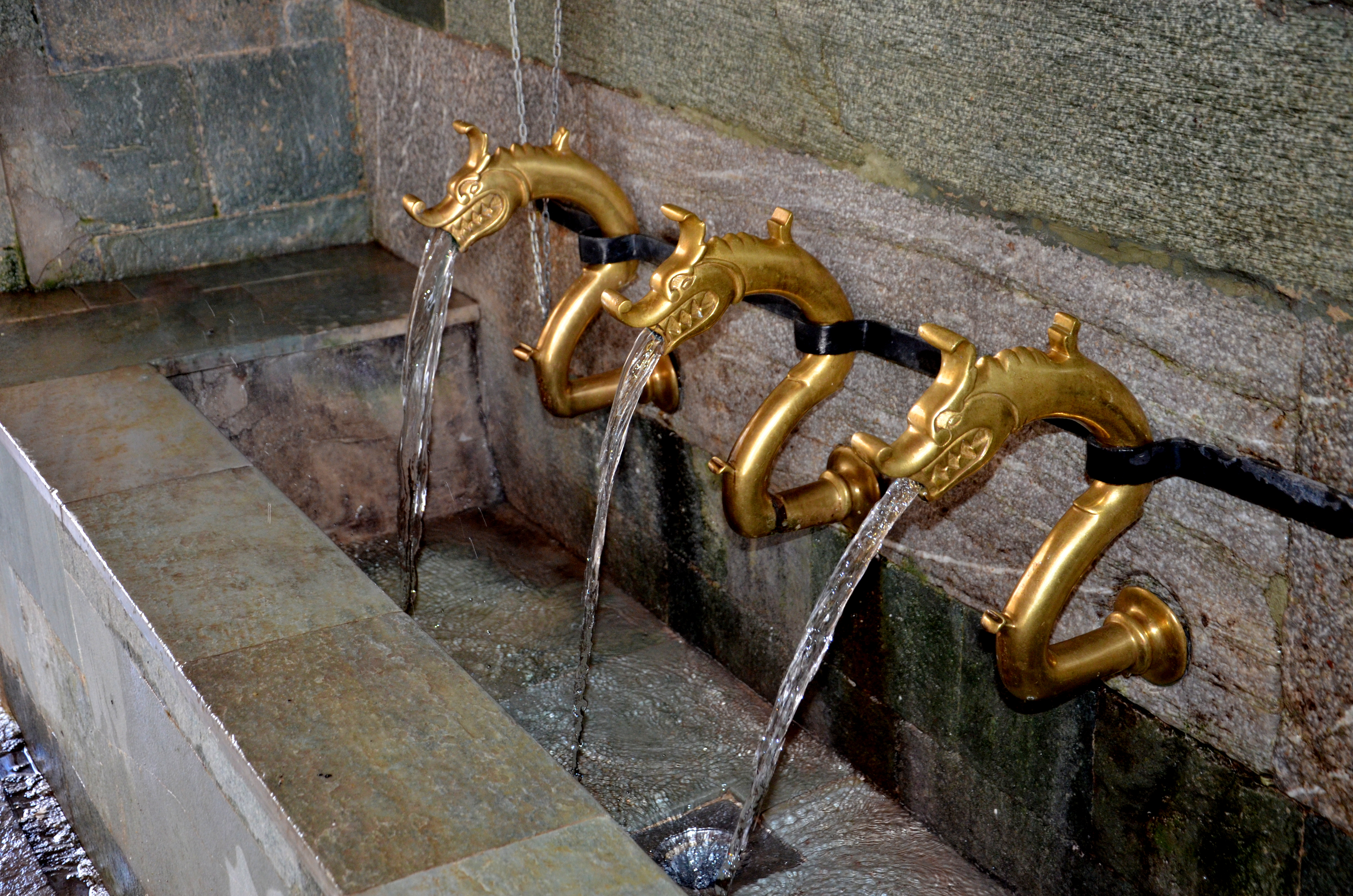
Литые изливы в виде драконов на источнике в Бигорском монастыре
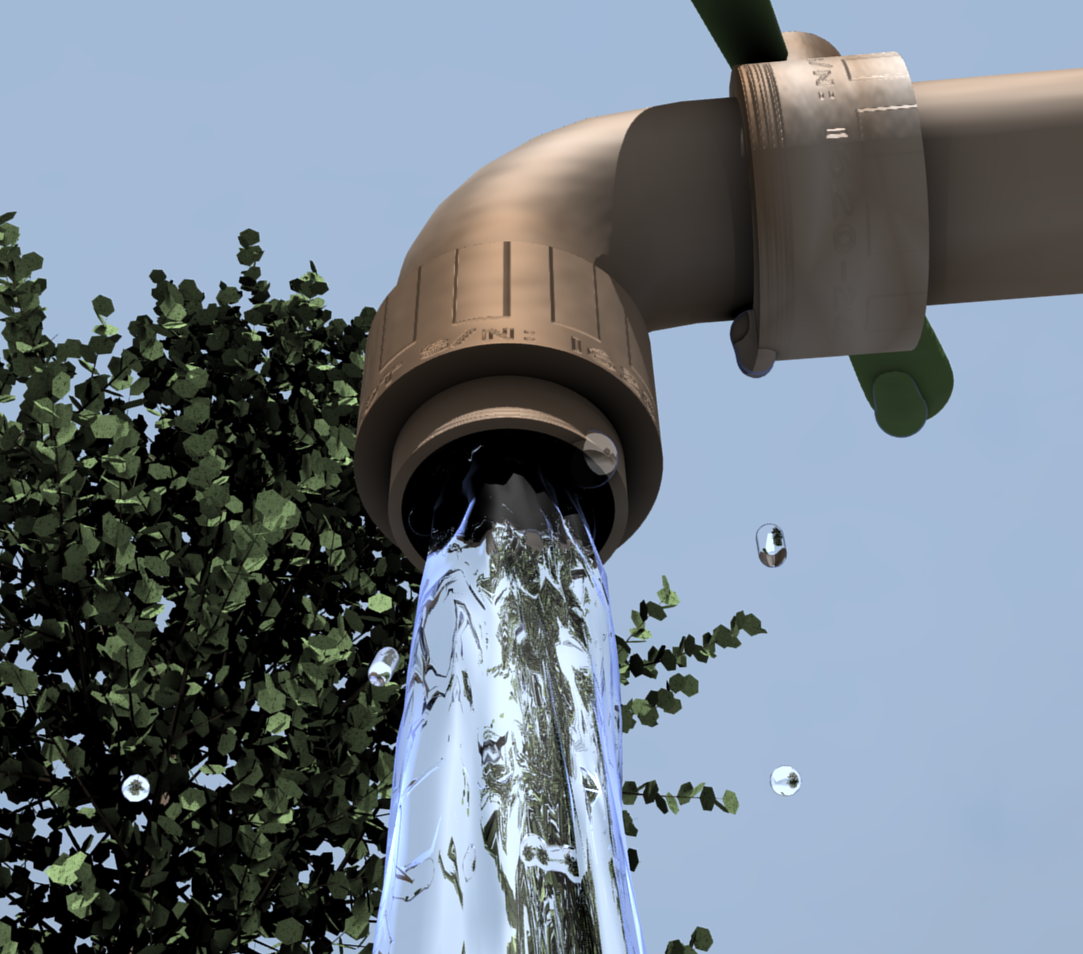
Вода льётся из излива